# 전자복권
전자복권(Internet Lottery, 인터넷 복권)은 전통적인 종이 복권이 아닌, 인터넷으로 판매하는 복권을 가리킨다.
전 세계적으로는 1996년 핀란드에서 최초로 인터넷 복권판매를 시작하였다. 영국, 프랑스, 독일, 핀란드, 스웨덴, 스위스, 캐나다 등 미국을 제외한 대부분의 선진국에서 발행·판매하고 있다.

## 한국의 전자복권
대한민국에서는 전자적 형태로 발행하고 인터넷상에서 판매하는 복권으로서 “복권 및 복권기금법”에 의하면 정보통신망을 통하여 발행 및 판매가 이루어지는 전자적 형태의 복권이라고 정의한다.
대한민국의 전자복권은 1998년 7월, 당시 발행 중이던 추첨식 인쇄복권을 인터넷에서 판매하기 시작하면서 전자복권의 기초가 마련되었다. 2001년 5월에 즉석식 전자복권(제주도 관광복권)을 최초로 발행한 이래 현재 총 7종(추첨식 3종 : 스피드키노, 메가빙고, 파워볼, 즉석식 4종 : 트리플럭, 트레져헌터, 더블잭마이더스, 캐치미)을 발행하고 있으며, 매직넘버4와 주식로또 6/49는 발행을 중단하고 있다. 판매는 기획재정부 복권위원회의 위탁을 받은 한국연합복권(주)와 계약을 맺은 오마이로또, 엔젤로또, 로또 인터넷사이트를 통해 이루어지고 있었다.
그러나 전자복권(7종)의 복권 발행 및 판매를 2013년 12월 2일 부로 나눔로또가 모두 통합복권사업을 하게 됨으로써 전자복권 및 인쇄식복권을 운영사였던 한국연합복권에게 복권사업 일체를 모두 인수인계를 받아 국내의 모든 복권을 나눔로또에서만 발행 및 판매 하게 된다. 이로써 한국연합복권의 경우 나눔로또로 복권사업 일체를 인계 하고, 2013년 11월 30일 부로 복권 발행 및 판매업무를 종료하게 된다. 그리고 새로운 전자복권의 경우는 기존의 전자복권을 계승한 채 나눔로또의 통합 복권포털인 새로운 공식사이트 한곳으로 통합이되어 2013년 12월 2일부로 나눔로또의 공식 복권통합포털 웹사이트에서만 구입이가능하게 된다.